# Трынито
Трынито (болг. Трънито) — село в Болгарии. Находится в Габровской области, входит в общину Габрово. Население составляет 172 человека.

## Политическая ситуация
Трынито подчиняется непосредственно общине и не имеет своего кмета, кметский наместник в селе — Никола Георгиев Корназов.
Кмет (мэр) общины Габрово — Томислав Пейков Дончев (Граждане за европейское развитие Болгарии (ГЕРБ)) по результатам выборов в правление общины.